# 圣安德烈 (匈牙利)
圣安德烈（匈牙利語發音：[ˈsɛntɛndrɛ]）是匈牙利佩斯州的一个镇。該鎮以其博物館（最著名的是露天民族誌博物館）、畫廊和藝術家聚落而聞名。

## 友好城市
- 波蘭 卡利什[1]
- 芬兰 新考蓬基

## 流行文化
聖安德烈為臺灣歌手蔡依林《馬德里不思議》一曲的MV拍攝地。

## 图片

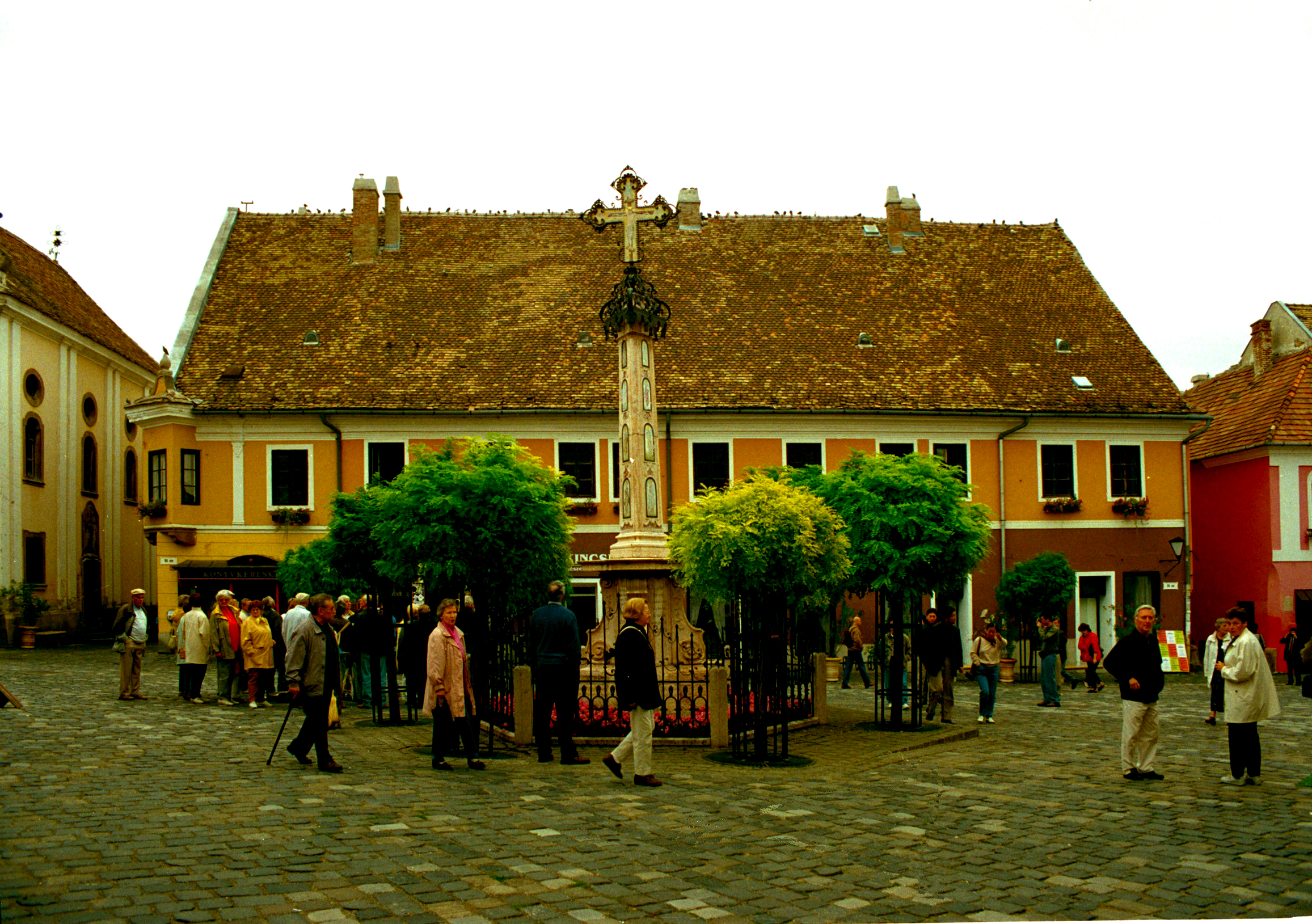
广场
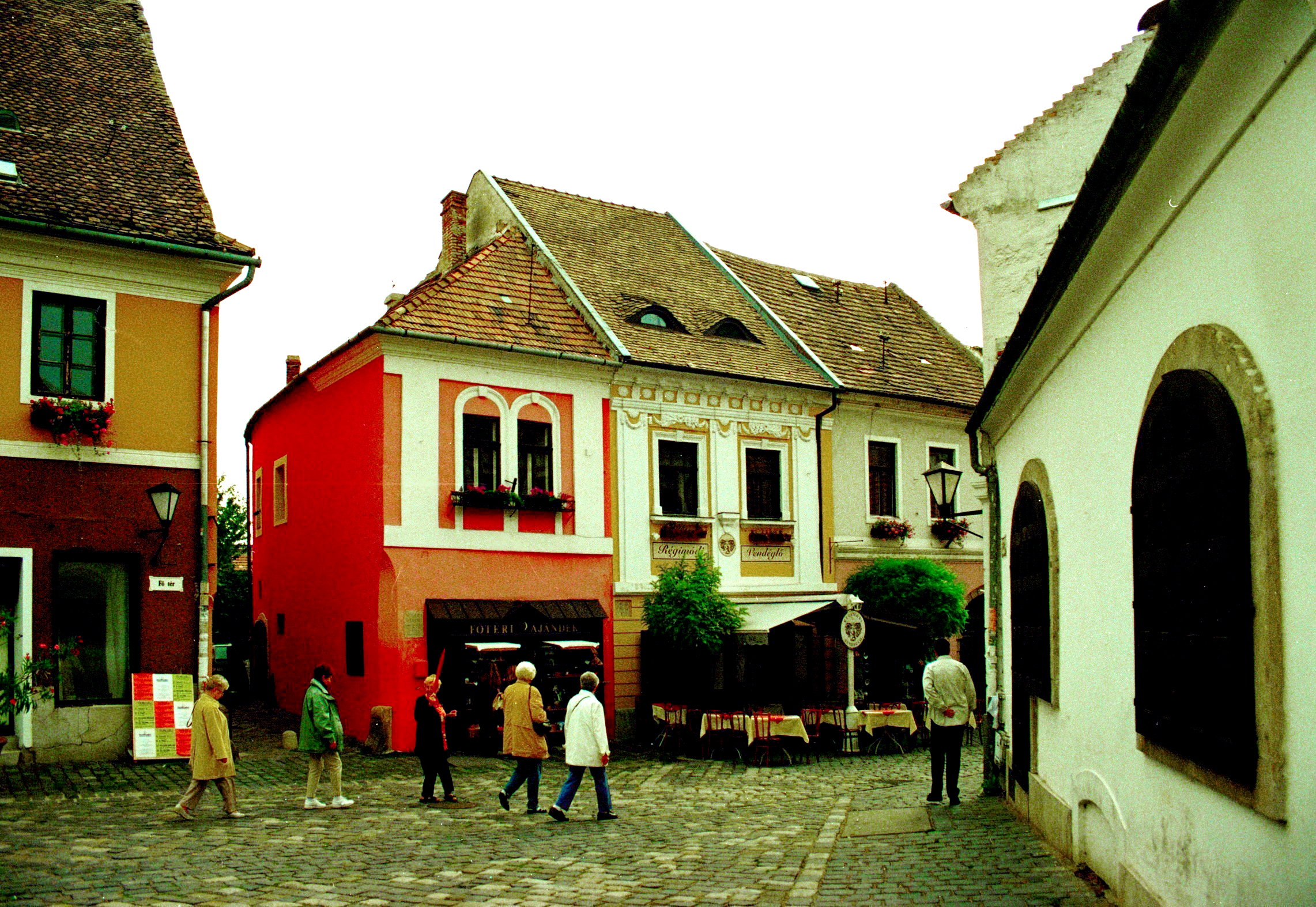
圣安德烈
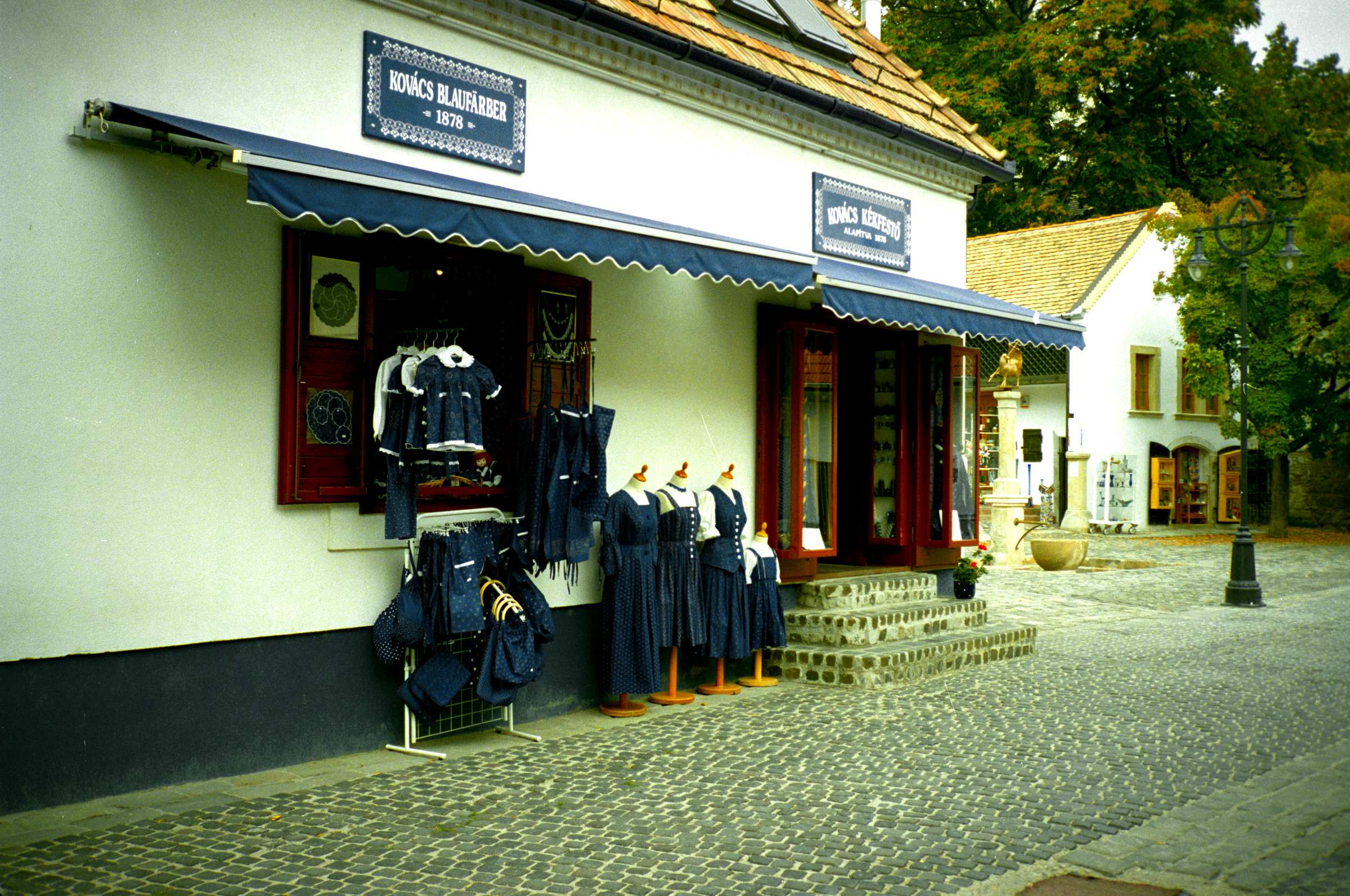
圣安德烈店铺
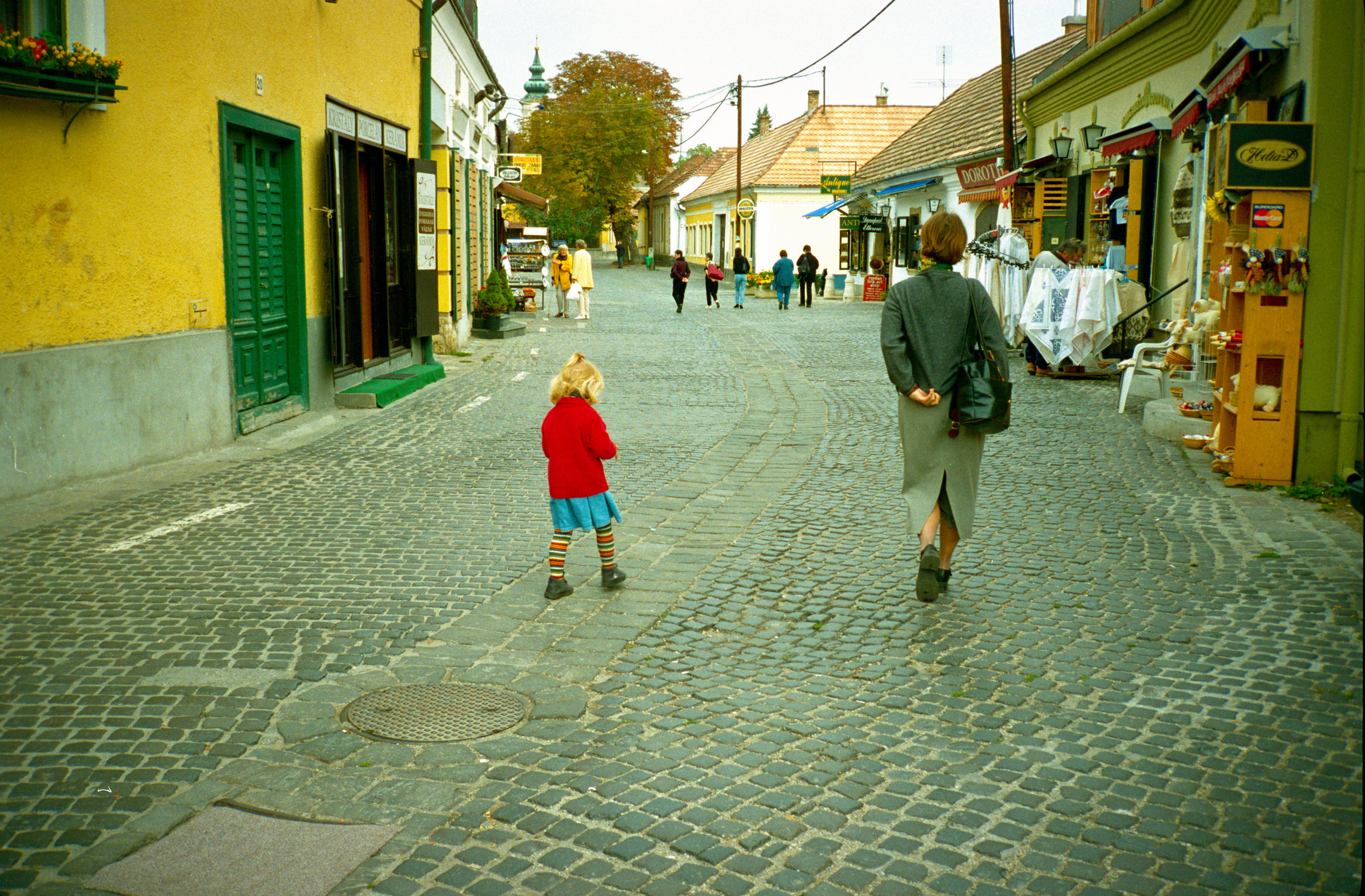
圣安德烈小街